# Vladimír Wolf
Vladimír Wolf (4. února 1942, Jaroměř – 23. prosince 2019) byl historik, archivář, vysokoškolský profesor a editor.

## Život a dílo
Narodil se dne 4. února 1942 v Jaroměři v rodině železničáře. Po maturitě na jaroměřském gymnáziu (1959) absolvoval Filozofickou fakultu Univerzity Palackého v Olomouci, obor historie–čeština (1967 PhDr.). Zde jej ovlivnil zejména profesor dr. Ladislav Hosák, za jehož žáka se považuje. Mezi lety 1965 a 1970 pracoval jako historik v Muzeu Podkrkonoší v Trutnově. V šedesátých letech byl členem KSČ. Za normalizace musel pro své politické názory odejít, od r. 1970 byl brigádníkem-kopáčem Archeologického ústavu ČSAV, pak podnikovým archivářem n. p. Texlen v Trutnově (1974–1989), od r. 1989 náměstkem pro personální a sociální práci. Po roce 1989 působil v městském zastupitelstvu Trutnova. V roce 1991 se stal vysokoškolským pedagogem na Vysoké škole pedagogické v Hradci Králové, později Univerzita Hradec Králové (UHK, 1993 docent, 2000 profesor). Na škole vedl Ústav historických věd, 1996–1999 byl proděkanem, 1999–2005 děkanem Pedagogické fakulty Univerzity Hradec Králové. Jako školitel doktorského studia českých a československých dějin působil na Ústavu historických věd Filozoficko-přírodovědecké fakulty Slezské univerzity v Opavě.

##### Archeologie
Péči věnoval i nadále archeologii, na Univerzitě Hradec Králové  spoluzaložil s Radkem Tichým archeologická studia, univerzitnímu pracovišti bylo umožněno provádět archeologické výzkumy ve Východních Čechách. Podílel se na organizaci a vlastních vykopávkách společně se studenty během letních fakultních archeologických výzkumů v několika lokalitách. Jednalo se o Vysoké Chvojno, kde probíhal výzkum v roce 1996,  následoval archeologický výzkum zaniklého hrádku Bystrý u Stárkova v roce 1999. V létě dalšího roku - 2000 - probíhal plošný archeologický výzkum dehtařských pecí v lesích u Mostku, v dalším roce byl zorganizován archeologický výzkum v Mladých Bukách při němž byla částečně dolokalizována středověká manská tvrz a vykopány její pozůstatky. Během těchto poloformálních aktivit vynikla jeho společenská povaha, chuť sdílet poznatky a nadšení pro věc.

##### Heraldik
Vladimír Wolf se v roce 2010 podílel na vytvoření znaku obce Mostek v jehož katastru a blízkém okolí prováděl několik archeologických výzkumů. 

##### Působení v městském zastupitelstvu
V roce 2016 se postavil proti návrhu občanských aktivistů přejmenovat část hlavní ulice po Václavu Havlovi v Trutnově i přesto, že byl podpořen Ústavem pro jazyk český Akademie věd ČR a odborníky pro názvosloví. 

##### Působení v Opavě
Již před lety kontaktoval historiky ze Slezského ústavu, posléze se stal členem Vědecké rady Slezské univerzity a nato Vědecké rady Filozoficko-přírodovědecké fakulty SU. Ujal se trutnovského pracoviště Fakulty veřejných politik Slezské univerzity, vedl bakalářský obor Veřejná správa a regionální politika, semináře, v nichž se zaměřuje na tematiku Evropské unie a evropské integrace, a neopomíjel ani historii.

##### Regionální a kladské dějiny
Ve své vědecké a publikační činnosti se věnoval hlavně historii Trutnovska, lnářského a textilního průmyslu a kastelologii. Může se vykázat dlouholetou redaktorskou a editorskou praxí, mj. noviny Krkonošská pravda, jako editor založil či připravil různé sborníky, např. Krkonoše – Podkrkonoší, u jehož vzniku v polovině šedesátých let stál ještě jako vysokoškolák, Kladský sborník, Minulostí Jaroměře, Příspěvky k dějinám n. p. Texlen Trutnov anebo Lnářský průmysl. V roce 1990 byl u zrodu sborníku Rodným krajem v Červeném Kostelci, kde dosud publikuje a působí v redakční radě.
Zasedal v odborných komisích, byl předsedou české části Kladské komise historiků a členem komise pro historickou geografii při Historickém ústavu Akademie věd ČR. Záslužná byla i jeho činnost organizační, uspořádal řadu setkání regionálních historiků.
Byl iniciátorem vydání dvou historických sborníků Minulostí Jaroměře v letech 1968 a 1971, do nichž rovněž přispěl dvojdílnou historickou bibliografií Jaroměře a Josefova, dále napsal studie o jaroměřském dějepisectví, o středověkém opevnění města či o Jaroměři v době po husitských válkách. V letech 1973–1974 se zúčastnil na archeologickém výzkumu v lokalitě bývalého augustiniánského kláštera v Jaroměři Na Kameni. Přispěl též do dvou jaroměřských gymnaziálních almanachů, jež byly vydány v letech 1969 a 1994.

##### Publikace
Soupis prací V. Wolfa vykazuje přes 1600 publikovaných příspěvků z různých oblastí historických věd, z veřejného života i politiky. Knižně vydané práce: Hospodářské dějiny Žarošic ve světle katastrů (spoluautor, 1962), 100 let závodu Texlen 10-Bělidlo (spoluautor, 1977), monografie Jan Kolda ze Žampachu (2002), která přibližuje život husitského hejtmana, loupeživého rytíře, kondotiéra, psance a pána erbu černé trubky, publikace Čas změny (2011), která popisuje vznik a vývoj Občanského fóra v Trutnově v letech 1989-1991, jehož byl sám autor jedním z nepominutelných aktérů. Další práce jsou rozesety ve sbornících. Na jeho počest byly vydány čtyři historické sborníky (1993, 2002, 2007, 2012) s výběrovými bibliografiemi.

## Vyznamenání
Za práci ve vedoucích akademických funkcích byl oceněn pamětní medailí (2005), za více než čtyřicetileté působení ve prospěch kulturního rozvoje města Trutnova a poznávání jeho historie dostal Čestné uznání městské rady v Trutnově (2007), za celoživotní práci v oblasti historie obdržel Kulturní cenu města Trutnova (2012) a za rozvoj Fakulty veřejných politik Slezské univerzity mu byla udělena Stříbrná medaile (2013).
Je v plánu pojmenovat po Vladimíru Wolfovi ulici v trutnovském Horním Starém Městě.

## Vybraná bibliografie
- Hospodářské dějiny Žarošic ve světle katastrů. 1962 (spoluautor).
- 100 let závodu Texlen 10-bělidlo, Horní Staré Město. Horní Staré Město: [nákl. vl.], 1977. 12, [1] s. (spoluautor).
- Hrady a tvrze: opevněné středověké stavby na území města Trutnova a integrovaných obcí = befestigte mittelalterliche Bauwerke auf dem Stadtgebeit von Trautenau und der eingemeindeten Ortschaften = entrenched constructions of the Middle Ages in the Trutnov territory and integrated communities = średniowieczne budowle warowne na terenie Trutnova i przyległych wsi. 1. vyd. Trutnov: Město Trutnov, 1999. 48 s. ISBN 80-254-6873-9
- Jan Kolda ze Žampachu: život táborského hejtmana, loupeživého rytíře, kondotiéra a psance. 1. vyd. Hradec Králové: Lupus, 2002. 157 s. ISBN 80-238-5084-9.
- Čas změny: trutnovské Občanské fórum 1989-1991. Trutnov: Lupus pro Muzeum Podkrkonoší v Trutnově, 2011, 63 s. ISBN 978-80-904229-3-3.
- Český koutek v Kladsku. Kladský sborník 5. supplementum, Hradec Králové 2008. ISBN 978-80-903509-8-4
- 550 let hrabství kladského: 1459 – 2009 / 550 lat hrabstwa Kłodzkiego. Kladský sborník 6. supplementum, Trutnov: Muzeum Podkrkonoší, 2009. 315 s. 978-80-903741-3-3.